# Ерік (Дискосвіт)
«Ерік» (англ. Eric) — роман у жанрі гумористичного фентезі англійського письменника Террі Пратчетта, опублікований 1990 року. Книга є дев'ятою за рахунком у серії про Дискосвіт і четвертою у підциклі «Ринсвінд». Роман є алюзією на історію про Фауста та містить численні відсилки до творів класичної літератури, зокрема, «Іліади» та «Одіссеї» Гомера, «Божественної комедії» Данте тощо. Аудіосеріалізація роману, що складається з чотирьох епізодів тривалістю близько п'ятнадцяти хвилин кожен, вийшла в ефір на BBC Radio 4 у березні 2013 року.

## Сюжет
Тринадцятирічний демонолог-початківець Ерік Турслі намагається викликати демона, щоб той виконав три його бажання: панувати над усіма царствами світу, зустріти найкрасивішу жінку всіх часів та жити вічно. Однак замість демона з'являється чарівник-невдаха Ринсвінд, що перебував на той момент у Підземельних Вимірах (події роману «Чаротворці»). Ринсвінд переконаний, що він не може просто клацнути пальцями — і мрії втіляться в життя. На превелике своє здивування, це спрацьовує, та бажання Еріка починають збуватися, хоч і у своєрідних спосіб.
Світове панування. Ерік та Ринсвінд потрапляють до Тезуманської імперії. Місцеві мешканці оголошують Еріка Правителем Світу та влаштовують бенкет на його честь. Однак невдовзі героям стає відомо, що, незважаючи на теплий прийом, тезуманці планують принести їх в жертву своєму богу. На щастя, завдяки Багажу, що примчав на допомогу, та розчаруванню тезуманців у своєму божестві, яке насправді виявилося шести дюймів на зріст, герої уникають смерті
Найвродливіша жінка. Ринсвінд клацає пальцями — і вони з Еріком потрапляють у минуле в часи Цортських воєн. Ерік з нетерпінням чекає на зустріч з прекрасною Еленор (за легендою, найвродливішою жінкою усіх часів), та засмучується, коли розуміє, що за довий період облоги жінка постарішала та встигла народити кількох дітей.
Вічне життя.  Ерік та Ринсвінд опиняються поза простором і часом у момент, коли світу як такого ще не існувало. Там вони знайомляться з Творцем і усвідомлюють, що «жити вічно» означає жити впродовж усього часу, від початку створення світу до його кінця. Героям вдається втекти, та пригоди не закінчуються. Ерік та Ринсвінд потрапляють у Пекло.
За усіма пригодами наших героїв від самого початку пильно стежить король демонів на ім'я Астфґл. За часи його правління Пекло потонуло в бюрократії. Будучи незадоволеним таким станом речей, інший демон, Лорд Вассенеґо, організував таємне повстання, використавши Ринсвінда для досягнення своєї мети, а саме — відволікти Астфґла від керування Пеклом, здобути підтримку серед демонів і самому посісти трон. Вассенеґо досягає успіху, а Астфґл опиняється у бюрократичній в'язниці, створеній ним самим. Ринсвінд та Ерік покидають Пекло та повертаються на Диск.

## Персонажі
- Ерік Турслі — тринадцятирічний демонолог-початківець
- Ринсвінд
- Багаж

## Українське видання
Роман «Ерік» вийшов українською мовою у Видавництві Старого Лева у 2020 році. Переклад здійснила Анастасія Коник, а художнє оформлення — Романа Романишин та Андрій Лесів.